# Fernando Solanas
Pour les articles homonymes, voir Solanas.
Fernando Solanas, également désigné sous son nom complet Fernando Ezequiel Solanas, ou encore Fernando E. Solanas ou Pino Solanas, est un cinéaste et un homme politique argentin, né le 16 février 1936 à Olivos (province de Buenos Aires) et mort le 6 novembre 2020 à Neuilly-sur-Seine (France),,.
Il a été primé dans les plus grands festivals européens, obtenant notamment le Grand prix spécial du jury à Venise en 1985 pour Tangos, l'exil de Gardel, le Prix de la mise en scène à Cannes en 1988 pour Le Sud et un Ours d'or d'honneur à Berlin en 2004.
Artiste engagé, opposant à la dictature de la Révolution argentine, il est exilé en France durant cette période. Son activisme est cinématographique, par exemple avec le documentaire L'Heure des brasiers, mais aussi plus directement politique ; il est ainsi élu député dans son pays en 1993, puis sénateur en 2013.
Son fils, Juan Solanas, est également réalisateur.

## Biographie
Fernando Ezequiel Solanas naît le 16 février 1936 à Olivos, dans la province de Buenos Aires.
À la fin des années 1960, il est l'un des fondateurs et théoriciens du groupe argentin Cine Liberación, qui s'inscrit dans un mouvement à échelle continentale - celle de l'Amérique latine - appelant à un « troisième cinéma », qui ne soit pas une prolongation du cinéma européen ni hollywoodien. En 1968, il co-réalise clandestinement avec Octavio Getino le documentaire L'Heure des brasiers, manifeste esthétique et politique du mouvement. Ce film majeur, anti-néocolonialiste, péroniste et activiste, est interdit jusqu'à la fin de la dictature de la Révolution argentine en 1973. Il est aujourd'hui considéré comme un classique du documentaire.
Il laisse un témoignage de son exil à Paris pendant la dictature militaire (1976-1983) dans Tangos, l'exil de Gardel (1985), récompensé à Venise et aux César. Suivent deux drames remarqués, Le Sud en 1988 et Le Voyage en 1992, tous deux primés à Cannes.
Il siège comme député du parti de centre-gauche Frepaso (Front pour un pays solidaire (es)) entre 1993 et 1997. Il est ensuite candidat aux élections présidentielles argentines de 2007, à la tête du mouvement Proyecto Sur (es), contre Cristina Kirchner dont il critique « la politique économique libérale » ; il n'obtient qu'1,58 % des voix. Puis il est sénateur de 2013 jusqu'à son décès en 2020. Notamment engagé pour la légalisation de l'avortement et pour la protection de l'environnement, il soutient le président Alberto Fernández, élu en 2018, qui le nomme représentant de l'Argentine auprès de l'UNESCO.
Il meurt à Neuilly-sur-Seine le 6 novembre 2020 des suites du Covid-19.
Dans les années 2000, Solanas réalise une série de documentaires sur la crise économique argentine, les échecs et les possibilités de son pays : Mémoire d'un saccage, La Dignité du peuple, Argentina latente, La próxima estación. En 2018, il revient au festival de Cannes présenter une copie restaurée de L'Heure des brasiers.

## Filmographie
- 1962 : Seguir andando (court métrage)
- 1963 : Reflexión ciudadana (court métrage)
- 1968 : L'Heure des brasiers (La hora de los hornos)
- 1969 : Argentina, mayo de 1969: los caminos de la liberación
- 1971 : Perón, la revolución justicialista
- 1971 : Perón : Actualización política y doctrinaria para la toma del poder
- 1975 : Les Fils de Fierro (Los hijos de Fierro)
- 1980 : Le Regard des autres
- 1985 : Tangos, l'exil de Gardel (Tangos, el exilio de Gardel)
- 1988 : Le Sud (Sur)
- 1992 : Le Voyage (El viaje)
- 1998 : Le Nuage (La nube)
- 2003 : Mémoire d'un saccage (Memoria del saqueo)
- 2005 : La Dignité du peuple (La dignidad de los nadies)
- 2007 : Argentina latente
- 2008 : La próxima estación
- 2009 : Tierra sublevada: Oro impuro
- 2010 : Tierra sublevada: Oro negro
- 2013 : La guerra del fracking
- 2016 : El legado estratégico de Juan Perón
- 2018 : Le Grain et l'Ivraie (Viaje a los Pueblos Fumigados)
- 2021 : Tres en la deriva del acto creativo

## Distinctions

### Récompenses
- Mostra de Venise 1985 : Grand prix spécial du jury pour Tangos, l'exil de Gardel
- Festival de La Havane 1985 : Grand Corail du meilleur film pour Tangos, l'exil de Gardel
- Festival de Cannes 1988 : Prix de la mise en scène pour Le Sud
- Festival de La Havane 1988 : Grand Corail du meilleur film pour Le Sud
- Festival de Cannes 1992 : Grand prix de la commission supérieure technique  pour Le Voyage

### Prix honorifique
- Berlinale 2004 : Ours d'or d'honneur